# Masters de Indian Wells 2025
El BNP Paribas Open 2025 fue un torneo de tenis ATP Tour Masters 1000 en su rama masculina y WTA 1000 en la femenina. Se disputó en las canchas duras del complejo Indian Wells Tennis Garden, Indian Wells (Estados Unidos), entre el 5 y el 16 de marzo.

## Puntos y premios en efectivo

### Distribución de puntos
| Evento                  | G    | F   | SF  | CF  | R16 | R32 | R64 | R128 | C  | C2 | C1 |
| Individuales masculinos | 1000 | 650 | 400 | 200 | 100 | 50  | 30  | 10   | 20 | 10 | 0  |
| Dobles masculinos       | 1000 | 600 | 360 | 180 | 90  | 0   | —   | —    | —  | —  | —  |
| Individuales femeninos  | 1000 | 650 | 390 | 215 | 120 | 65  | 35  | 10   | 30 | 20 | 2  |
| Dobles femeninos        | 1000 | 650 | 390 | 215 | 120 | 10  | —   | —    | —  | —  | —  |

### Premios en efectivo
| Evento                  | G           | F         | SF        | CF        | R16       | R32      | R64      | R128     | C2       | C1     |
| Individuales masculinos | $ 1 201 125 | $ 638 750 | $ 354 850 | $ 202 000 | $ 110 250 | $ 64 500 | $ 37 650 | $ 25 375 | $ 14 730 | $ 7640 |
| Individuales femeninos  | $ 1 201 125 | $ 638 750 | $ 354 850 | $ 202 000 | $ 110 250 | $ 64 500 | $ 37 650 | $ 25 375 | $ 14 730 | $ 7640 |
| Dobles masculinos       | $ 457 150   | $ 242 020 | $ 129 970 | $ 65 000  | $ 34 850  | $ 19 050 | —        | —        | —        | —      |
| Dobles femeninos        | $ 457 150   | $ 242 020 | $ 129 970 | $ 65 000  | $ 34 850  | $ 19 050 | —        | —        | —        | —      |

## Cabezas de serie

### Individuales masculino
| N.º | Rank. | Tenista                    | Puntos | Puntos por defender | Puntos ganados | Nuevos puntos | Ronda hasta la que avanzó en el torneo                  |
| 1   | 2     | Alexander Zverev           | 8135   | 200                 | 10             | 7945          | Segunda ronda, perdió ante Tallon Griekspoor            |
| 2   | 3     | Carlos Alcaraz             | 7510   | 1000                | 400            | 6910          | Semifinales, perdió ante Jack Draper [13]               |
| 3   | 4     | Taylor Fritz               | 4900   | 100                 | 100            | 4900          | Cuarta ronda, perdió ante Jack Draper [13]              |
| 4   | 5     | Casper Ruud                | 4045   | 200                 | 10             | 3855          | Segunda ronda, perdió ante Marcos Giron                 |
| 5   | 6     | Daniil Medvédev            | 3930   | 650                 | 400            | 3680          | Semifinales, perdió ante Holger Rune [12]               |
| 6   | 7     | Novak Djokovic             | 3900   | 50                  | 10             | 3860          | Segunda ronda, perdió ante Botic van de Zandschulp [LL] |
| 7   | 8     | Andrey Rublev              | 3480   | 50                  | 10             | 3440          | Segunda ronda, perdió ante Matteo Arnaldi               |
| 8   | 9     | Stefanos Tsitsipas         | 3405   | 100                 | 100            | 3405          | Cuarta ronda, perdió ante Holger Rune [12]              |
| 9   | 10    | Álex de Miñaur             | 3335   | 100                 | 100            | 3335          | Cuarta ronda, perdió ante Francisco Cerúndolo [25]      |
| 10  | 11    | Tommy Paul                 | 3330   | 400                 | 100            | 3030          | Cuarta ronda, perdió ante Daniil Medvédev [5]           |
| 11  | 12    | Ben Shelton                | 2880   | 100                 | 200            | 2980          | Cuartos de final, perdió ante Jack Draper [13]          |
| 12  | 13    | Holger Rune                | 2820   | 200                 | 650            | 3270          | Final, perdió ante Jack Draper [13]                     |
| 13  | 14    | Jack Draper                | 2810   | 10                  | 1000           | 3800          | Campeón, venció a Holger Rune [12]                      |
| 14  | 15    | Grigor Dimitrov            | 2745   | 100                 | 100            | 2745          | Cuarta ronda, perdió ante Carlos Alcaraz [2]            |
| 15  | 16    | Lorenzo Musetti            | 2650   | 50                  | 50             | 2650          | Tercera ronda, perdió ante Arthur Fils [20]             |
| 16  | 17    | Frances Tiafoe             | 2485   | 50                  | 50             | 2485          | Tercera ronda, perdió ante Yosuke Watanuki [Q]          |
| 17  | 18    | Félix Auger-Aliassime      | 2455   | 50                  | 10             | 2415          | Segunda ronda, perdió ante Jenson Brooksby [PR]         |
| 18  | 19    | Ugo Humbert                | 2375   | 50                  | 50             | 2375          | Tercera ronda, perdió ante Holger Rune [12]             |
| 19  | 20    | Tomáš Macháč               | 2330   | 30                  | 10             | 2310          | Segunda ronda, se retiró ante Yosuke Watanuki [Q]       |
| 20  | 21    | Arthur Fils                | 2330   | 50                  | 200            | 2480          | Cuartos de final, perdió ante Daniil Medvédev [5]       |
| 21  | 22    | Hubert Hurkacz             | 2165   | 10                  | 50             | 2205          | Tercera ronda, perdió ante Álex de Miñaur [9]           |
| 22  | 23    | Karen Khachanov            | 1960   | 10                  | 50             | 2000          | Tercera ronda, perdió ante Ben Shelton [11]             |
| 23  | 24    | Jiří Lehečka               | 1935   | 200                 | 10             | 1745          | Segunda ronda, perdió ante Cameron Norrie               |
| 24  | 25    | Sebastian Korda            | 1900   | 50                  | 10             | 1860          | Segunda ronda, perdió ante Gaël Monfils                 |
| 25  | 26    | Francisco Cerúndolo        | 1775   | 50                  | 200            | 1925          | Cuartos de final, perdió ante Carlos Alcaraz [2]        |
| 26  | 27    | Alexei Popyrin             | 1750   | 0                   | 50             | 1800          | Tercera ronda, perdió ante Marcos Giron                 |
| 27  | 28    | Denis Shapovalov           | 1696   | 30                  | 50             | 1716          | Tercera ronda, perdió ante Carlos Alcaraz [2]           |
| 28  | 29    | Matteo Berrettini          | 1620   | (90)                | 50             | 1580          | Tercera ronda, perdió ante Stefanos Tsitsipas [8]       |
| 29  | 30    | Giovanni Mpetshi Perricard | 1616   | (13)                | 50             | 1653          | Tercera ronda, perdió ante Tallon Griekspoor            |
| 30  | 31    | Alejandro Tabilo           | 1535   | 30                  | 50             | 1555          | Tercera ronda, perdió ante Taylor Fritz [3]             |
| 31  | 32    | Alex Michelsen             | 1445   | 30                  | 50             | 1465          | Tercera ronda, se retiró ante Daniil Medvédev [5]       |
| 32  | 33    | Brandon Nakashima          | 1430   | 30                  | 100            | 1500          | Cuarta ronda, perdió ante Ben Shelton [11]              |

- Ranking del 3 de marzo de 2025.[3]

#### Bajas masculinas
| Rank. | Tenista       | Puntos antes | Puntos por defender | Puntos ganados | Puntos después | Motivo                 |
| ----- | ------------- | ------------ | ------------------- | -------------- | -------------- | ---------------------- |
| 1     | Jannik Sinner | 11 330       | 0                   | 0              | 11 330         | Suspensión por dopaje. |

### Dobles masculino
| Tenistas                           | Ranking | Preclasificado |
| Marcelo Arévalo Nikola Mektić      | 2       | 1              |
| Harri Heliövaara Henry Patten      | 7       | 2              |
| Simone Bolelli Andrea Vavassori    | 15      | 3              |
| Marcel Granollers Horacio Zeballos | 19      | 4              |
| Nikola Mektić Michael Venus        | 26      | 5              |
| Julian Cash Lloyd Glasspool        | 32      | 6              |
| Máximo González Andrés Molteni     | 48      | 7              |
| Joe Salisbury Neal Skupski         | 48      | 8              |

### Individuales femenino
| N.º | Rank. | Tenista               | Puntos | Puntos por defender | Puntos ganados | Nuevos puntos | Ronda hasta la que avanzó en el torneo             |
| 1   | 1     | Aryna Sabalenka       | 9076   | 120                 | 650            | 9606          | Final, perdió ante Mirra Andreeva [9]              |
| 2   | 2     | Iga Świątek           | 7985   | 1000                | 390            | 7375          | Semifinales, perdió ante Mirra Andreeva [9]        |
| 3   | 3     | Cori Gauff            | 6333   | 390                 | 120            | 6063          | Cuarta ronda, perdió ante Belinda Bencic [WC]      |
| 4   | 4     | Jessica Pegula        | 5210   | 10                  | 120            | 5320          | Cuarta ronda, perdió ante Elina Svitolina [23]     |
| 5   | 5     | Madison Keys          | 4679   | 65                  | 390            | 5004          | Semifinales, perdió ante Aryna Sabalenka [1]       |
| 6   | 6     | Jasmine Paolini       | 4328   | 120                 | 120            | 4328          | Cuarta ronda, perdió ante Liudmila Samsonova [24]  |
| 7   | 7     | Elena Rybakina        | 4328   | 0                   | 120            | 4448          | Cuarta ronda, perdió ante Mirra Andreeva [9]       |
| 8   | 9     | Qinwen Zheng          | 3780   | 10                  | 215            | 3985          | Cuartos de final, perdió ante Iga Świątek [2]      |
| 9   | 11    | Mirra Andreeva        | 3720   | 10                  | 1000           | 4710          | Campeona, venció a Aryna Sabalenka [1]             |
| 10  | 8     | Emma Navarro          | 4009   | 215                 | 65             | 3859          | Tercera ronda, perdió ante Donna Vekić [19]        |
| 11  | 10    | Paula Badosa          | 3746   | 0                   | 0              | 3746          | Baja antes de la segunda ronda.                    |
| 12  | 12    | Daria Kasatkina       | 3116   | 120                 | 65             | 3061          | Tercera ronda, perdió ante Liudmila Samsonova [24] |
| 13  | 13    | Diana Shnaider        | 2908   | 35                  | 65             | 2938          | Tercera ronda, perdió ante Belinda Bencic [WC]     |
| 14  | 14    | Danielle Collins      | 2823   | 35                  | 65             | 2853          | Tercera ronda, perdió ante Elina Svitolina [23]    |
| 15  | 15    | Karolína Muchová      | 2734   | 0                   | 120            | 2854          | Cuarta ronda, perdió ante Iga Świątek [2]          |
| 16  | 17    | Beatriz Haddad Maia   | 2369   | 65                  | 10             | 2314          | Segunda ronda, perdió ante Sonay Kartal [LL]       |
| 17  | 18    | Amanda Anisimova      | 2326   | (1)                 | 10             | 2335          | Segunda ronda, perdió ante Belinda Bencic [WC]     |
| 18  | 24    | Marta Kostyuk         | 1955   | 390                 | 120            | 1685          | Cuarta ronda, perdió ante Qinwen Zheng [8]         |
| 19  | 22    | Donna Vekić           | 2056   | 10                  | 120            | 2166          | Cuarta ronda, perdió ante Madison Keys [5]         |
| 20  | 19    | Ekaterina Alexandrova | 2158   | 10                  | 10             | 2158          | Segunda ronda, perdió ante Polina Kudermetova      |
| 21  | 20    | Yulia Putintseva      | 2138   | 120                 | 10             | 2028          | Segunda ronda, perdió ante Kateřina Siniaková      |
| 22  | 21    | Clara Tauson          | 2069   | 20                  | 65             | 2114          | Tercera ronda, perdió ante Mirra Andreeva [9]      |
| 23  | 23    | Elina Svitolina       | 1980   | 65                  | 215            | 2130          | Cuartos de final, perdió ante Mirra Andreeva [9]   |
| 24  | 25    | Liudmila Samsonova    | 1945   | 10                  | 215            | 2150          | Cuartos de final, perdió ante Aryna Sabalenka [1]  |
| 25  | 38    | Katie Boulter         | 1421   | 10                  | 65             | 1476          | Tercera ronda, perdió ante Elena Rybakina [7]      |
| 26  | 26    | Jeļena Ostapenko      | 1842   | 10                  | 10             | 1842          | Segunda ronda, perdió ante Wang Xinyu              |
| 27  | 27    | Leylah Fernandez      | 1763   | 10                  | 10             | 1763          | Segunda ronda, perdió ante Jaqueline Cristian      |
| 28  | 28    | Elise Mertens         | 1756   | 120                 | 65             | 1701          | Tercera ronda, perdió ante Madison Keys [5]        |
| 29  | 29    | María Sákkari         | 1719   | 650                 | 65             | 1134          | Tercera ronda, perdió ante Cori Gauff [3]          |
| 30  | 30    | Magdalena Fręch       | 1712   | 10                  | 10             | 1712          | Segunda ronda, perdió ante Lucia Bronzetti         |
| 31  | 31    | Linda Nosková         | 1683   | 65                  | 10             | 1628          | Segunda ronda, perdió ante Lulu Sun                |
| 32  | 32    | Ons Jabeur            | 1669   | 10                  | 10             | 1669          | Segunda ronda, perdió ante Dayana Yastremska       |

- Ranking del 3 de marzo de 2025.[6]

#### Bajas femeninas
| Rank. | Tenista            | Puntos antes | Puntos por defender | Puntos ganados | Puntos después | Motivo                |
| ----- | ------------------ | ------------ | ------------------- | -------------- | -------------- | --------------------- |
| 16    | Barbora Krejčíková | 2675         | 0                   | 0              | 2675           | Lesión en la espalda. |

### Dobles femenino
| Tenista                             | Ranking | Preclasificada |
| Kateřina Siniaková Taylor Townsend  | 3       | 1              |
| Gabriela Dabrowski Erin Routliffe   | 7       | 2              |
| Sara Errani Jasmine Paolini         | 13      | 3              |
| Jeļena Ostapenko Ellen Perez        | 14      | 4              |
| Hao-ching Chan Veronika Kudermetova | 28      | 5              |
| Sofia Kenin Lyudmyla Kichenok       | 35      | 6              |
| Anna Danilina Irina Khromacheva     | 35      | 7              |
| Tímea Babos Nicole Melichar         | 47      | 8              |

## Campeones

### Individual masculino
Jack Draper venció a  Holger Rune por 6-2, 6-2

### Individual femenino
Mirra Andreeva venció a  Aryna Sabalenka por 2-6, 6-4, 6-3

### Dobles masculino
Marcelo Arévalo /  Mate Pavić vencieron a  Sebastian Korda /  Jordan Thompson por 6-3, 6-4

### Dobles femenino
Asia Muhammad /  Demi Schuurs vencieron a  Tereza Mihalíková /  Olivia Nicholls por 6-2, 7-6(7-4)